# Пођо Паломбино (Витербо)
Пођо Паломбино је насеље у Италији у округу Витербо, региону Лацио.
Према процени из 2011. у насељу је живело 55 становника. Насеље се налази на надморској висини од 406 м.